# Тихиничи (Буда-Кошелёвский район)
Тихиничи (бел. Ціхінічы) — деревня и железнодорожная станция (на линии Жлобин — Гомель) в Узовском сельсовете Буда-Кошелёвского района Гомельской области Белоруссии.

## География

### Расположение
В 21 км на юго-восток от Буда-Кошелёво, 27 км от Гомеля. На юге река Журбина (приток река Уза).

## Транспортная сеть
Транспортные связи по местной, затем автомобильной дороге Уваровичи — Буда-Кошелёво. Планировка состоит из прямолинейной улицы, ориентированной с юго-востока на северо-запад, к которой на юге присоединяется короткая улица с переулком. Застройка двусторонняя, деревянными домами усадебного типа.

## История
Выявленные и исследованные археологами курганы железного века, что были рядом с деревней, свидетельствуют о заселении этой территории этих мест с давних времён.
В 1863 году в селе Добосна наряду с Добоснянским волостным правлением, располагалось Тихиничская волость правление. Позже Добоснянское волостное правление было присоединено к Тихиничскому.
По письменным источникам известна с XIX века как деревня в Руденецкой волости Гомельского уезда Могилёвской губернии. С 1880 году действовал хлебозапасный магазин. По переписи 1897 года находились: хлебозапасный магазин, ветряная мельница, кузница. В 1909 году 386 десятин земли, костёл. Рядом было одноимённое поместье со 150 десятинами земли.
В 1926 году располагались почтовое отделение, школа, в Руденецком сельсовете Уваровичского района Гомельского округа. В 1930 году организован колхоз «Победа», работали артель по добыче торфа, ветряная мельница и кузница. Во время Великой Отечественной войны погибли 30 жителей деревни. В 1959 году в составе совхоза «Правда» (центр — деревня Уза).

## Население

### Численность
- 2018 год — 31 житель.

### Динамика
- 1883 год — 40 дворов.
- 1897 год — 43 двора, 415 жителей (согласно переписи).
- 1909 год — 53 двора.
- 1926 год — 75 дворов.
- 1959 год — 255 жителей (согласно переписи).
- 2004 год — 41 хозяйство, 82 жителя.